# Mörtviks gård

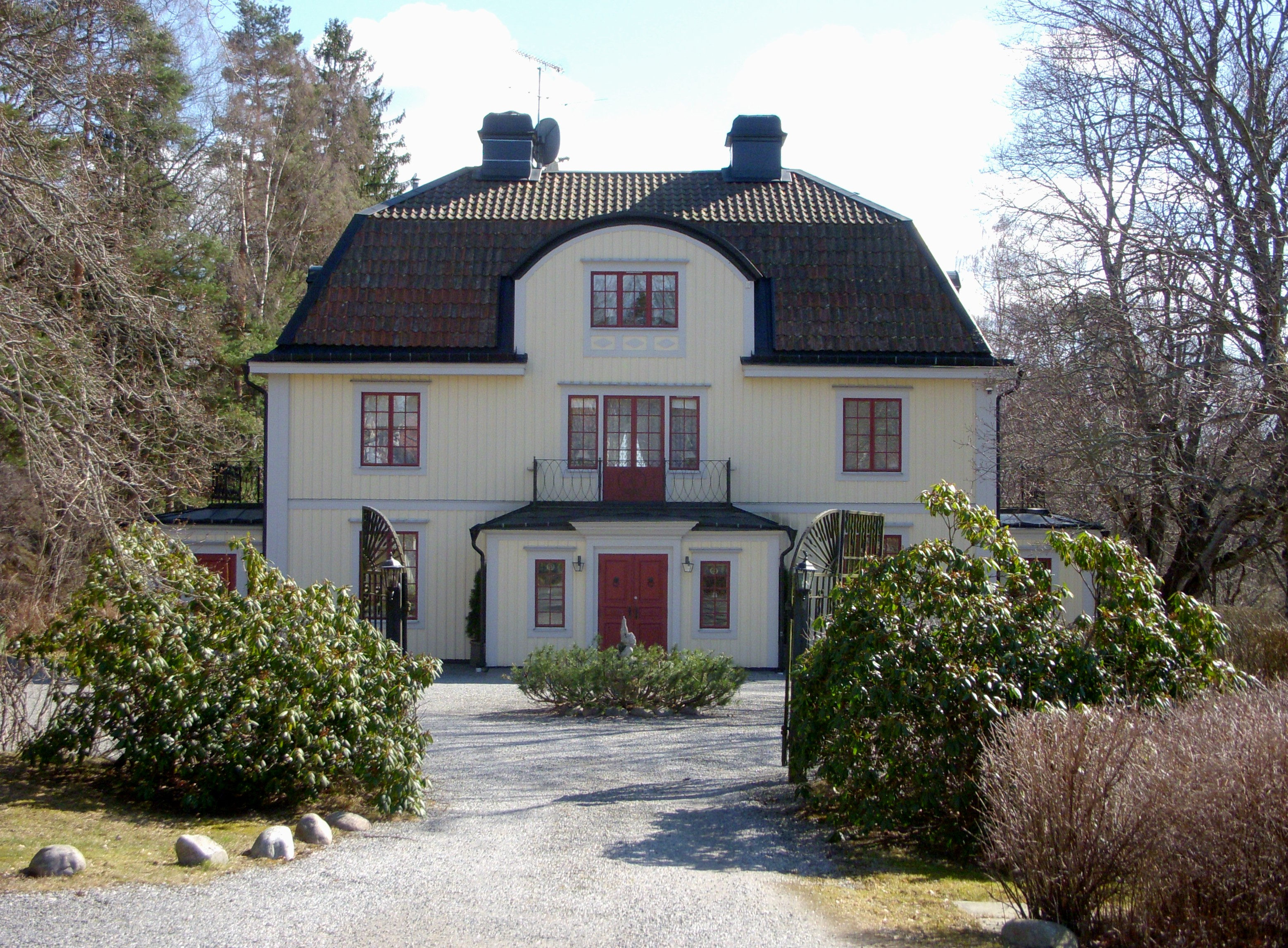
Mörtviks gårds huvudbyggnad, 2012.

Mörtviks gård är en grupp av byggnader vid Mörtviksvägen i kommundelen Skogås i Huddinge kommun, Stockholms län. Gårdsanläggningen är belägen vid Mörtviken, en västlig vik av sjön Drevviken. Trots att flera av byggnaderna genomgått stora förändringar har karaktären av gårdsenhet behållits.

## Historik

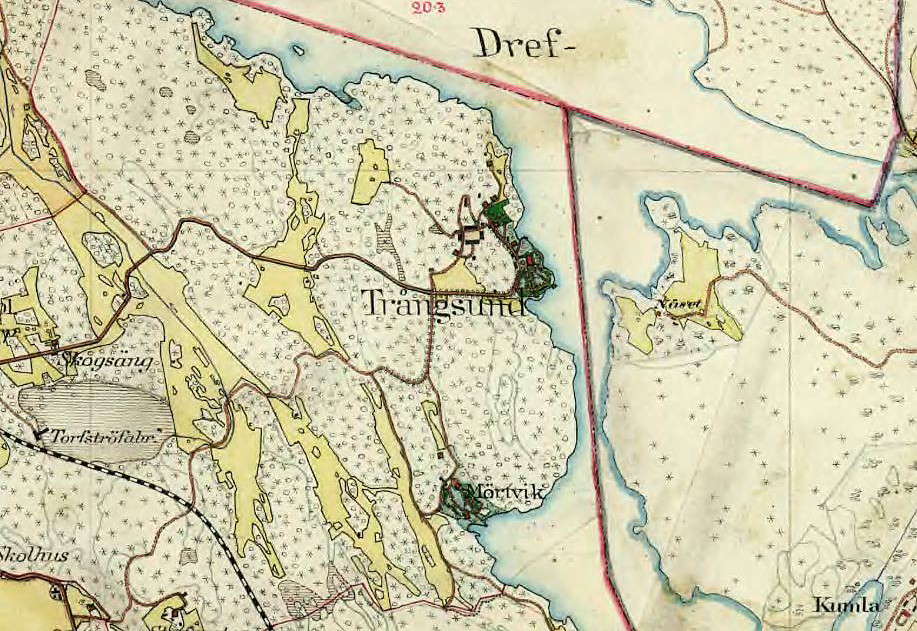
Trångsund och Mörtvik 1901.

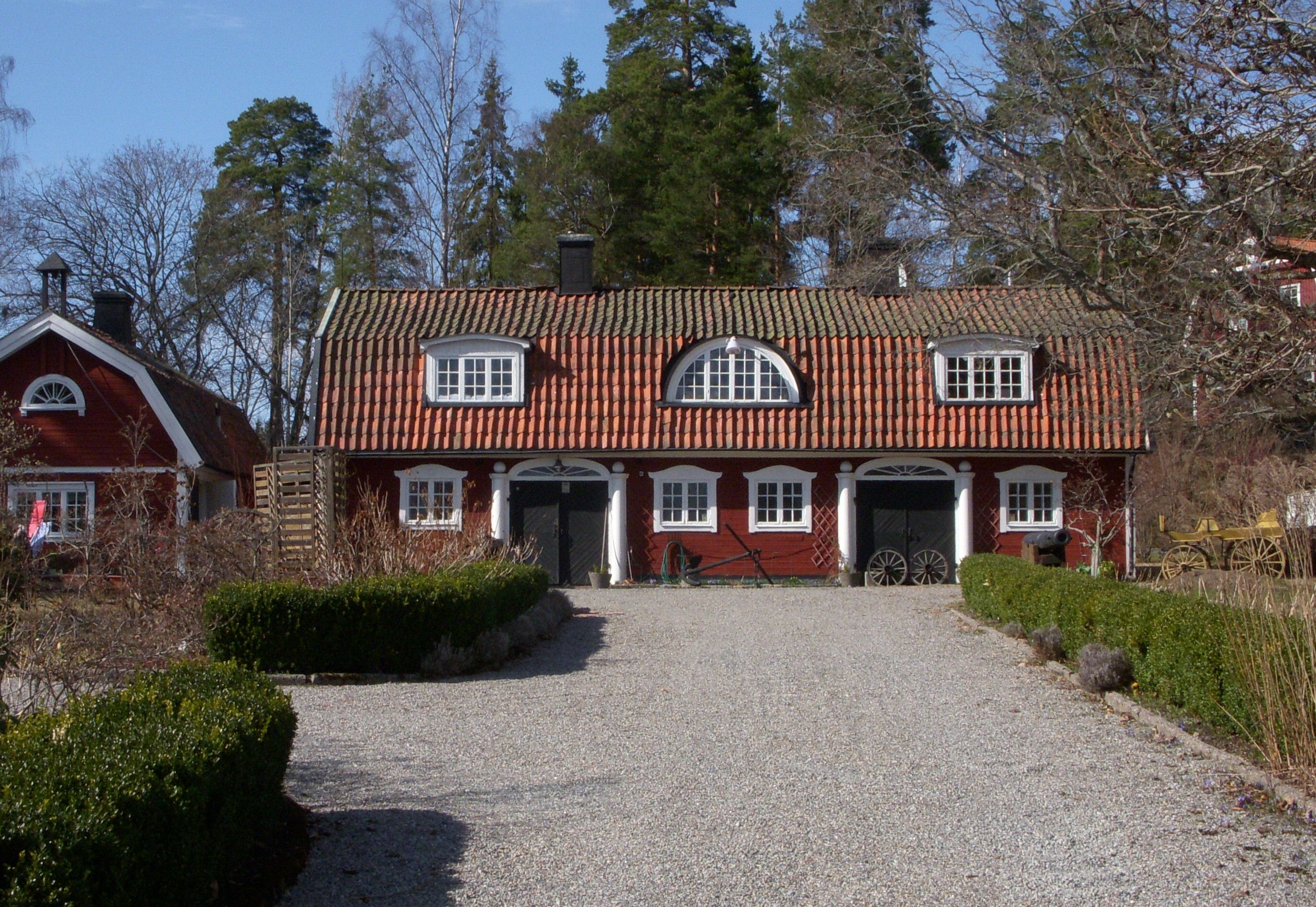
Tidigare stallbyggnad.

Mörtviks gård består idag av ett tiotal hus som fick sitt nuvarande utseende kring sekelskiftet 1900. Mörtvik finns omnämnt första gången i början av 1700-talet. Delar av huvudbyggnaden kan möjligen vara från 1680-talet. Gården var tidigare ett torp under Trångsunds gårds regi, men tack vare sitt fördelaktiga läge utvecklats till en större, självständig gård. År 1800 ägdes Mörtvik av överstelöjtnant von Carpelan men jorden brukades av en arrendator.
Huvudbyggnaden är ett panelat tvåvåningshus med mansardtak. Ner till Drevviken sträcker sig en stor anlagd trädgård och vid stranden finns badhus och lusthus. På norra sidan av Mörtviksvägen finns äldre ekonomibyggnader bevarade, som tidigare utgjorde bland annat stall, höns- och svinhus. Längs Mörtviksvägen något hundratal meter mot nordväst ligger tre till utseendet likartade bostadshus som hört till Mörtvik. De utgör de sista resterna av ett komplex med byggnader som kallats Rickardsvik. 
På 1940-talet genomfördes en avstyckning av marken till sommarstugetomter. Byggnaderna är idag privatbostäder.